# Astigarraga
Astigarraga is een gemeente in de Spaanse provincie Gipuzkoa in de regio Baskenland met een oppervlakte van 12 km². Astigarraga telt 5.880 inwoners (1 januari 2016). Het is een voorstad van San Sebastian, gelegen aan de rivier Urumea. 